# Nikólaos Drákos
Nikólaos Michaíl Drákos (en grec moderne : Νικόλαος Μιχαήλ Δράκος), né le 18 juillet 2002, est un coureur cycliste grec. Il participe à des compétitions sur route et sur piste.

## Biographie
En 2023, il se distingue en devenant champion de Grèce du contre-la-montre dans la catégorie espoirs (moins de 23 ans). Il termine également troisième du Tour du Kosovo. 

## Palmarès sur route

### Par année
- 2020
  - 3e du championnat de Grèce du contre-la-montre juniors
- 2021
  - 2e du championnat de Grèce sur route espoirs
  - 2e du championnat de Grèce sur route
  - 3e du championnat de Grèce du contre-la-montre espoirs
- 2022
  - 2e du championnat de Grèce du contre-la-montre espoirs
- 2023
  -  Champion de Grèce du contre-la-montre espoirs
  - 2e du championnat de Grèce sur route espoirs
  - 2e du championnat de Grèce sur route
  - 2e du championnat des Balkans sur route
  - 3e du Tour du Kosovo
- 2024
  -  Champion de Grèce du contre-la-montre espoirs
  - Apollon Road Race
  - 2e du championnat de Grèce sur route espoirs
- 2025
  - 2e du Grand Prix Edebiyat Yolu

### Classements mondiaux
| Année           | 2022 |
| --------------- | ---- |
| UCI Europe Tour | 675e |

## Palmarès sur piste

### Championnats nationaux
- 2020
  - 3e du championnat de Grèce de poursuite par équipes
  - 3e du championnat de Grèce de l'américaine
- 2021
  - 2e du championnat de France de la course à l'élimination
  - 2e du championnat de France de l'américaine
- 2022
  -  Champion de Grèce de poursuite
  - 3e du championnat de France de l'américaine
- 2023
  - 2e du championnat de Grèce de poursuite
  - 2e du championnat de France de la course à l'élimination
  - 2e du championnat de France de la course aux points
- 2024[2]
  -  Champion de Grèce de poursuite
  -  Champion de Grèce de l'américaine (avec Nikifóros Arvanítou)
  - 2e du championnat de France de la course à l'élimination
  - 2e du championnat de France de l'omnium
  - 3e du championnat de France du scratch
  - 3e du championnat de France de la course aux points